# 费迪南多·真蒂莱
费迪南多·真蒂莱（義大利語：Ferdinando Gentile，1967年1月1日—），意大利男子篮球运动员。他曾代表意大利参加1991年、1993年和1995年国际篮联欧洲锦标赛，其中1991年欧锦赛获得亚军。